# Dornier Do 12
O Dornier Do 12 Libelle III  (Dragão voador III) foi o terceiro de uma linhagem de pequenos hidro-aviões alemães fabricados no início dos anos 30, desenvolvido por Claude Dornier. Tudo começou com o Dornier A Libelle I e de seguida com o Dornier A Libelle II, sendo que, porém, o Do 12 não se tornou bem numa renovação mas sim num avião completamente novo.
A aeronave conseguia aterrar tanto em terra como no mar, e conseguia suportar até 4 passageiros. Este dragão voador inicialmente era alimentado por um único motor Argus As 10 mas, devido à fraca performance do motor, foi substituído pelo mais potente Gnome-Rhône 5Ke Titan, montado em cima da asa. Fez o seu primeiro voo em 1932, e relegou-se a transportar um ou outro passageiro e a puxar planadores.

## Variantes
- Do 12A - Aeronave com motor Argus As 10 V8 invertido
- Do 12 - Aeronave com motor Gnome-Rhône Titan 5Ke